# Alphonsine Agahozo
Alphonsine Agahozo (Kigali, 18 juli 1996) is een Rwandees zwemster. Ze vertegenwoordigde haar land op de Olympische Zomerspelen 2012 in Londen in het onderdeel 50 meter vrije slag. Ze eindigde op een 58e plaats met een tijd van 30,72. 

## Belangrijkste resultaten
| Jaar | Olympische Spelen  | WK langebaan       | WK kortebaan |
| ---- | ------------------ | ------------------ | ------------ |
| 2011 |                    | 68e 50m vrije slag |              |
| 2012 | 58e 50m vrije slag |                    |              |